# Манґларес-де-Тумбес
Національний заказник Манґларес-де-Тумбес (ісп. Santuario Nacional Manglares de Tumbes) — заказник на узбережжі Перу, в регіоні Тумбес біля кордону з Еквадором. Парк був заснований 2 березня 1988 року та має площу в 2 972 гектарів.
Парк перш за все відомий своїми мангровими зарощами, через які і отримаю свою назву (ісп. manglares — «мангри»). Флора парку представляє такі рослини як різофора (Rhizophora mangle, R. harrisonii), Avicennia germinans, Laguncularia racemosa і Conocarpus erectus. Деякі види флори та фауни парку, наприклад американський крокодил (Crocodylus acutus), дуже рідкісни, та знаходяться під загрозою зищення.